# Wernshausen
Wernshausen ist ein Ortsteil der Stadt Schmalkalden im Landkreis Schmalkalden-Meiningen in Thüringen.
Die ehemalige Gemeinde bestand bis zur Eingemeindung am 1. Dezember 2008 aus den Orten Wernshausen, Niederschmalkalden und Helmers.

## Geschichte

### Von der ersten Besiedlung bis 1900
Die Lage an der Werra mit den zwei Zuflüssen Schmalkalde und Rosa mit ihrem Fischreichtum muss den Vorfahren im 6. Jahrhundert Anlass gegeben haben, diese Gegend früh in Besitz zu nehmen. Zum ersten Mal wurde Wernshausen am 17. Februar 1184 in einer in Verona von Papst Lucius III. ausgestellten Urkunde erwähnt. Der Ort gehörte zunächst zur Vogtei Herrenbreitungen und kam infolge der Erbteilung der Grafschaft Henneberg-Schleusingen im Jahr 1347 zum Amt Frankenberg, welches seit der Reformation „Amt Frauenbreitungen“ hieß.
1558 wurde von Eberhard Wolf, dem damaligen Besitzer der nahen Burgruine Todenwarth ein Gutsgebäude errichtet, das heute als Pachtershof das älteste Gebäude des Ortes ist. Mit dem steigenden Bedarf an Holz im 16. Jahrhundert entwickelte sich ab etwa 1563 die Flößerei zur Haupteinnahmequelle der Einwohner des Ortes. Geflößt wurde teilweise bis nach Bremen. Wernshausen war ein typisches Flößerdorf. Als mit dem Bau der Werrabahn 1858 ein schnellerer Transport möglich wurde, löste sie den Wassertransport allmählich ab. Im Ergebnis wanderten ca. 630 Wernshäuser in der Folgezeit nach Amerika aus.
Wernshausen war 1613 von Hexenverfolgungen betroffen: Anna, Frau des Wagners, und Emilie Schilgken gerieten in Hexenprozesse und wurden verbrannt.
1847 wurde der Gesangsverein Liederkranz mit 30 Mitgliedern gegründet, der die Basis des heute noch bestehenden Männerchores ist, der 1997 zusammen mit 33 weiteren Chören Thüringens mit der Zelter-Plakette geehrt wurde.
Holzreichtum und Wasser ließen im 19. Jahrhundert ein Holzhandelsgeschäft und 1872 die Papierfabrik Wernshausen mit Wehranlage und Wasserkanal entstehen. Wernshausen, dem Amt Frauenbreitungen im Herzogtum Sachsen-Meiningen zugehörig, wurde 1879 Feuerlöschbezirk mit 13 zugehörigen Orten für ca. 7500 Einwohner der Umgebung.

### Geschichte ab dem 20. Jahrhundert
1919 wurde der Fußball-Verein gegründet. In den 1930er Jahren erreichte die Papierproduktion des Ortes ihre Blütezeit mit Krepp- und Seidenpapieren. Die Papierfabrik beschäftigte zu jener Zeit etwa 360 Menschen. In den 1950er Jahren wurde die Flößerei ganz eingestellt, dennoch ist das Flößerfest bis heute ein fester Bestandteil des Jahresplanes der Einwohner.
Am 20. Juli 1944 wurde Wernshausen gegen 11.30 Uhr von 10 schweren US-Bombern des Typs B-24 „Liberator“ mit 28 Tonnen Sprengbomben (112 Stück) angegriffen. Dazu kam eine „vollständige Jäger-Eskorte“. Das angegebene Ziel, die Zerstörung des Güterbahnhofs, wurde nicht erreicht. Wohl aber fielen Bomben in ein Wohngebiet und eine Siedlung sowie in freies Gelände.
Mit der Verwaltungsreform von 1952 gelangte Wernshausen zum Kreis Schmalkalden im Bezirk Suhl.
Wernshausen vergrößerte sich durch Eingemeindung am 9. April 1994 mit Helmers und am 30. Juni 1994 mit Niederschmalkalden. Am 1. Dezember 2008 gliederte sich dann Wernshausen Schmalkalden an. Letzter Bürgermeister der Gemeinde und Ortsteilbürgermeister bis zu seinem Tod am 10. Mai 2012 war Rainer Stoffel.
Bereits 1834 war die Kammgarnspinnerei in Niederschmalkalden gegründet worden. Der später wichtigste Architekt der an der Zwick befindlichen stattlichen Anlage war Hofrat Karl Behlert, der u. a. auch das Meininger Hoftheater und das Breitunger Rathaus entwarf. Auf ihn gehen das prominente Verwaltungsgebäude – mit einem von zwei steinernen Schafskulpturen flankierten Säuleneingang – und das hochgeschossige Ziegelbauwerk, die eigentliche Produktionsstätte zurück. 1992 wurde die Fertigung des Spinnereibetriebs nach Tschechien verlagert. 2002 wurde das Ensemble in das Denkmalbuch des Landes eingetragen. Auf Beschluss der noch selbstständigen Gemeinde Wernshausen wurde der Abriss der bestehenden Gebäude aufgrund des Niedergangs der Kammgarnbetriebsteiles beantragt. Trotz Protests engagierter Bürger aufgrund der Denkmalstellung erfolgte Anfang 2009 der Abriss. Dieser wurde vom Freistaat Thüringen mit 1,4 Mio. Euro aus Mitteln der Städtebauförderung unterstützt.

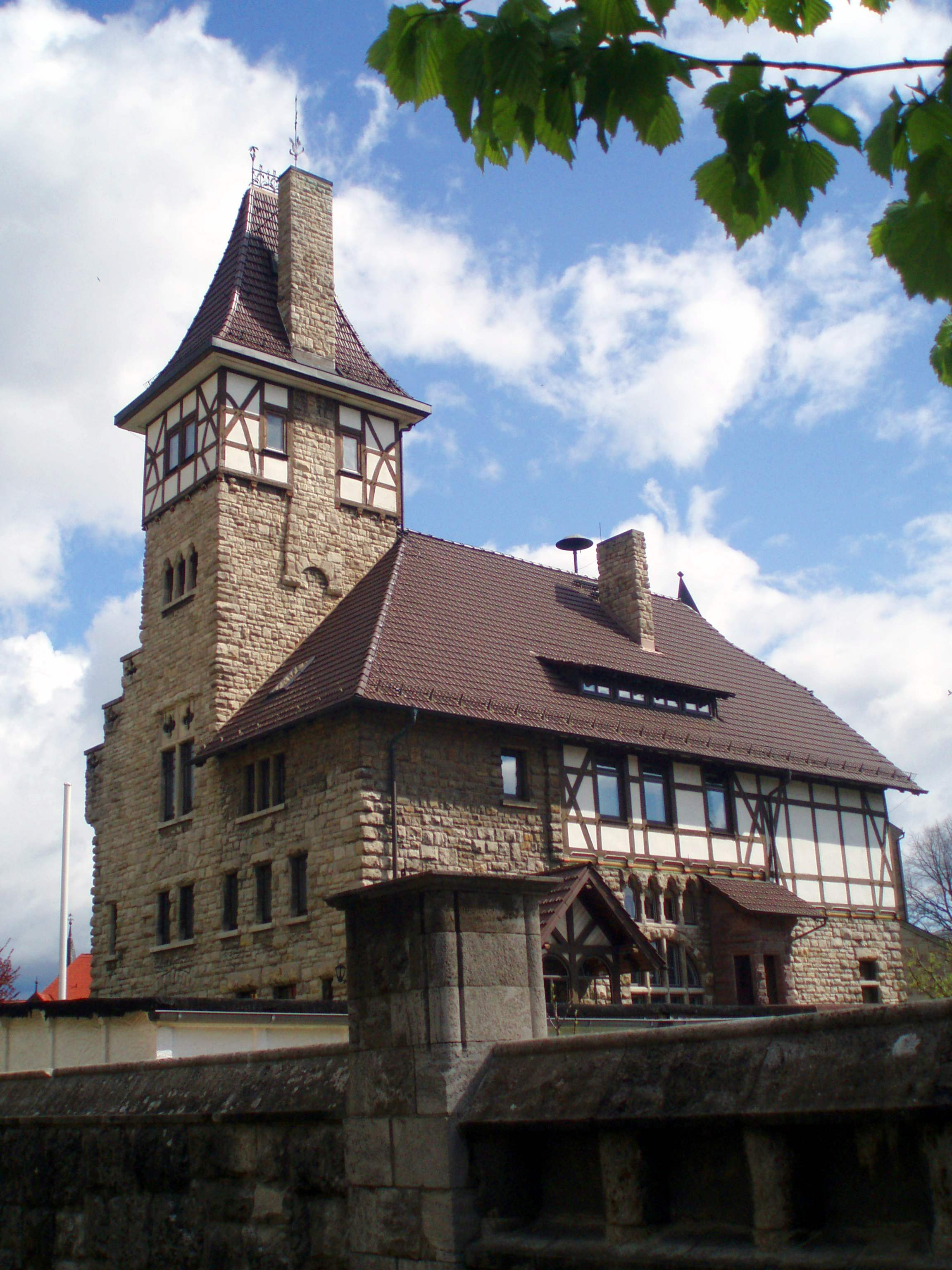
Ehemaliges Rathaus
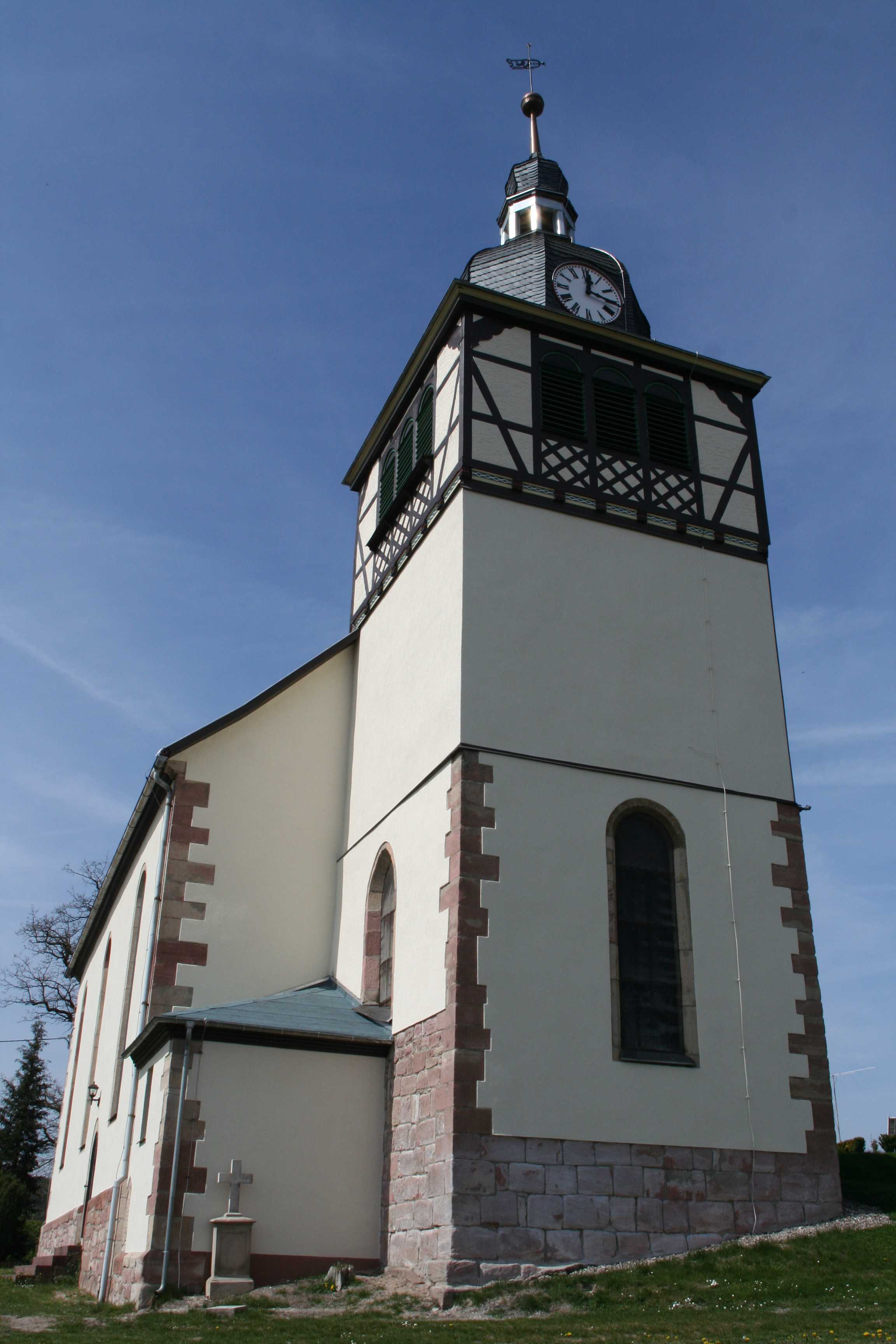
Evangelische Kirche
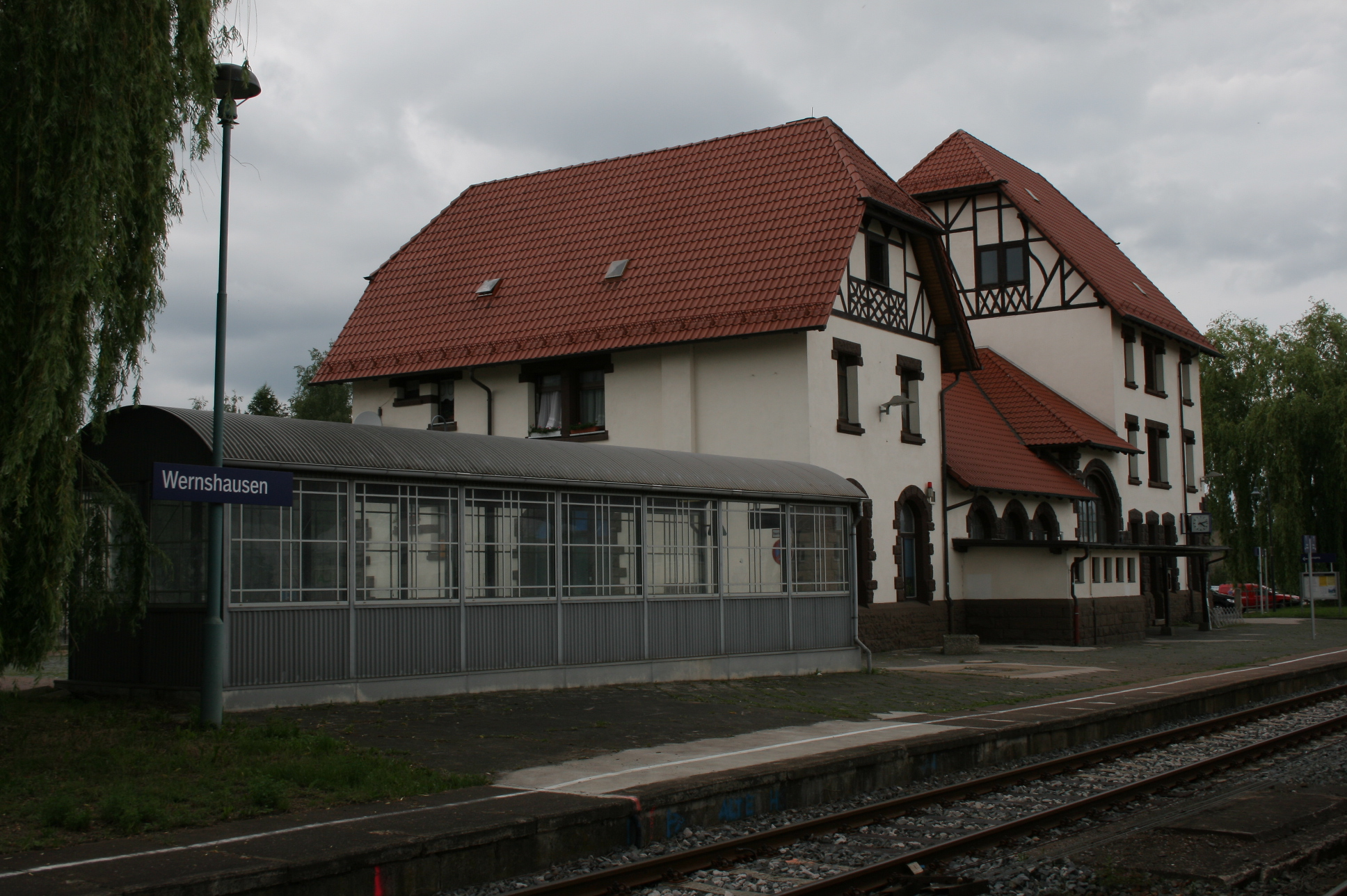
Bahnhof Wernshausen

### Einwohnerentwicklung
Entwicklung der Einwohnerzahl (31. Dezember):
| - 1994: 3389 - 1995: 3392 - 1996: 3379 - 1997: 3367 | - 1998: 3320 - 1999: 3330 - 2000: 3317 - 2001: 3293 | - 2002: 3255 - 2003: 3199 - 2006: 3104 - 2007: 3042 |

 Datenquelle: Thüringer Landesamt für Statistik

## Kultur und Sehenswürdigkeiten

### Kirche
Evangelische Kirche Wernshausen

### Tourismus
Jährlich findet das Flößerfest mit Floßfahrt auf der Werra statt.
Der Ort ist westlicher Anfangspunkt des Mommelstein-Radweges, der über Schmalkalden zum Rennsteig führt.
Nahe der Zwick auf einem Sandsteinsporn thront die alte Todenwarth.
An die Stelle der alten Kammgarnspinnerei Wernshausen, die 2009 abgerissen wurde, erinnert die Straßenbezeichnung Alte Kammgarnspinnerei.
Eine Stele im nahen Ortsteil Niederschmalkalden erinnert an drei unbekannte KZ-Häftlinge, die bei einem Todesmarsch im Frühjahr 1945 von SS-Männern ermordet wurden.

## Verkehrsanbindung
Die Gemeinde Wernshausen hat mit der Werrabahn Eisenach–Meiningen seit 1858 einen eigenen Bahnanschluss. 1874 baute sich die Stadt Schmalkalden von Wernshausen durchs Schmalkaldetal eine eigene Anschlussstrecke, die seit 1893 auf kompletter Länge zwischen Wernshausen und Zella-Mehlis in Betrieb ist.
Somit ist Wernshausen Knotenpunkt. Auf beiden Strecken verkehren heute im Stundentakt Regionalzüge der Süd-Thüringen-Bahn.
Die nahe Bundesstraße 19 auf der neuerbauten „Schmalkaldetalbrücke“ führt über den benachbarten Ortsteil Niederschmalkalden. Dort gibt es eine kreuzungsfreie Anbindung an das untergeordnete Straßennetz. Die Brücke entlastet das Nadelöhr Zwick. Eine neue Straßenverbindung für die Landesstraße 1026 nach Schmalkalden wurde bis 2013 errichtet.

## Persönlichkeiten
- Oskar Pröscholdt (1878–1971), Veterinärmediziner
- Johannes Karl Herrmann (1893–1962), Bildhauer, Bauhauskünstler
- Hans Tümmler (1906–1997), Historiker und Goetheforscher
- Barbara Bechmann (* 1950), Politikerin (CDU)